# Klaus Hollmann
Klaus Hollmann (* 19. Juli 1949 in Solingen) ist ein Brigadegeneral außer Dienst des Heeres der Bundeswehr.

## Leben

### Ausbildung und erste Verwendungen
Hollmann begann 1968 als Offizieranwärter die Offizierausbildung zum Offizier des Truppendienstes der Heeresflugabwehrtruppe und wurde nach deren Abschluss 1971 Batterieoffizier. Von 1972 bis 1975 studierte er Elektrotechnik an der Hochschule der Bundeswehr München in Neubiberg bei München. Ab 1975 war er S3-Offizier einer Flugabwehrversuchsbatterie und ab 1977 Batteriechef der Flugabwehrversuchsbatterie (2./620).

### Dienst als Stabsoffizier
Von 1979 bis 1981 absolvierte Hollmann den 22. Generalstabslehrgang Heer an der Führungsakademie der Bundeswehr in Hamburg, wo er zum Offizier im Generalstabsdienst ausgebildet wurde. Anschließend war er Abteilungsleiter G4 im Stab der Panzerbrigade 20, ab 1983 G3-Stabsoffizier bei der Central Army Group der NATO, ab 1986 G3-Stabsoffizier Op/Üb im Territorialkommando Süd, ab 1989 Regimentskommandeur des Flugabwehrregiments 10, ab 1990 Abteilungsleiter G3 im Stab des Heereskommandos Ost, ab 1991 Dozent Gesamtverteidigung an der Führungsakademie der Bundeswehr, ab 1992 Referent im Führungsstab des Heeres V 5 im Bundesministerium der Verteidigung, ab 1994 Dezernatsleiter Log Üb/Pl/Eins im Heeresführungskommando, ab 1995 Chief Logistics Branch im Allied Command Baltic Approaches, ab 1998 Abteilungsleiter Einsatzunterstützung im Kommando Luftbewegliche Kräfte/4. Division und ab 2001 Referatsleiter im Führungsstab der Streitkräftebasis II 3 bzw. im Führungsstab der Streitkräfte IV 4 (Strategische Mobilität, Leitreferat für ausgewählte Privatisierungsprojekte), 

### Dienst als General
Ab 2005 war Hollmann Brigadekommandeur der Flugabwehrbrigade 100. Am 27. Februar 2007 wurde er in seiner letzten Verwendung Kommandeur des Logistikzentrums der Bundeswehr. Mit Ablauf des Oktober 2008 wurde er in den Ruhestand versetzt.

### Auslandseinsätze
- November 1998 bis März 1999: Kommandeur Deutsches Kontingent und Nationaler Befehlshaber Kosovo Verification Mission der Organisation für Sicherheit und Zusammenarbeit in Europa
- 2006 bis 2007: Chef des Stabes Hauptquartier EUFOR, Bosnien und Herzegowina

## Privates
Hollmann ist verheiratet und hat zwei Töchter.